# Liste der Biografien/Jana
Liste der Biografien |
Portal Biografien |
Personensuche
# |
A |
B |
C |
D |
E |
F |
G |
H |
I |
J |
K |
L |
M |
N |
O |
P |
Q |
R |
S |
T |
U |
V |
W |
X |
Y |
Z |
?
 
Ja |
Jb |
Jd |
Je |
Jh |
Ji |
Jj |
Jl |
Jn |
Jm |
Jo |
Jp |
Jr |
Js |
Jt |
Ju |
Jv |
Jw |
Jy
 
Jaa |
Jab |
Jac |
Jad |
Jae |
Jaf |
Jag |
Jah |
Jai |
Jaj |
Jak |
Jal |
Jam |
Jan |
Jao |
Jap |
Jaq |
Jar |
Jas |
Jat |
Jau |
Jav |
Jaw |
Jax |
Jay |
Jaz
 
Jana |
Janb |
Janc |
Jand |
Jane |
Jang |
Janh |
Jani |
Janj |
Jank |
Janm |
Jann |
Jano |
Janr |
Jans |
Jant |
Janu |
Janv |
Jany |
Janz
Die Liste der Biografien führt alle Personen auf, die in der deutschsprachigen Wikipedia einen Artikel haben. Dieses ist eine Teilliste mit 48 Einträgen von Personen, deren Namen mit den Buchstaben „Jana“ beginnt.

## Jana
- Jana (* 1974), serbische Turbo-Folk-Sängerin
- Jana Ina (* 1976), brasilianische Moderatorin, Schauspielerin und ModelJana Ina (* 1976)

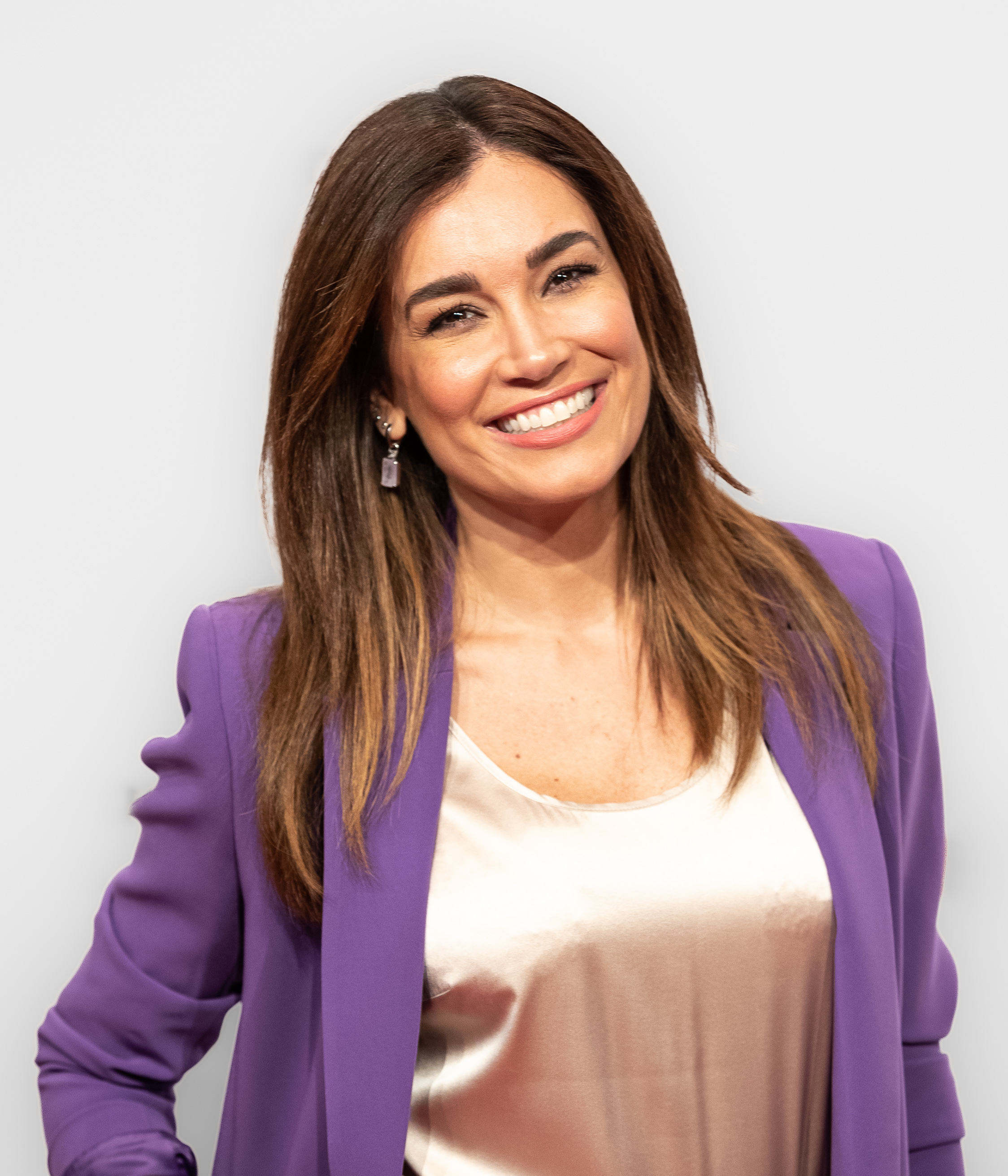
Jana Ina (* 1976)

- Jana, Hanns (* 1952), deutscher Degenfechter
- Jana, Moshe (* 1964), israelischer Bahnmanager
- Jana, Nicole (* 1979), deutsche bildende Künstlerin
- Jana, Priscilla (1943–2020), südafrikanische Menschenrechtsanwältin
- Jana, Stephanie (* 1975), deutsche Schriftstellerin

### Janaa
- Janaab Pakal III., Herrscher der Maya-Stadt Palenque

### Janab
- Janabai († 1350), Marathi-Heilige und Dichterin in der Hindu-Tradition Indiens
- Janabil (1934–2024), chinesischer Politiker

### Janac
- Janáček, Bedřich (1920–2007), tschechischer Organist, Komponist und Musikpädagoge
- Janáček, Jaromír (* 1995), tschechischer Badmintonspieler
- Janáček, Karel (1906–1996), tschechischer Klassischer Philologe und Philosophiehistoriker
- Janáček, Leoš (1854–1928), tschechischer Komponist
- Janáček, Libor (* 1969), tschechischer Fußballspieler
- Janáček, Pavel (* 1968), tschechischer Literaturhistoriker und -kritiker
- Janacek, Roman (* 1968), österreichischer Politiker (ÖVP), Mitglied des Bundesrates
- Janacs, Christoph (* 1955), österreichischer Schriftsteller

### Janah
- Janahi, Abdulrahman al- (* 1994), emiratischer Tennisspieler
- Janahi, Hamad Abbas (* 1990), emiratischer Tennisspieler

### Janai
- Janaillac, Jean-Marc (* 1953), französischer Manager

### Janaj
- Janajew, Gennadi Iwanowitsch (1937–2010), sowjetischer Politiker und Putschist

### Janak
- Janak, Alois (1896–1959), österreichischer Arbeiter und Politiker, Landtagsabgeordneter
- Janak, Gary (* 1962), US-amerikanischer römisch-katholischer Geistlicher, Weihbischof in San Antonio
- Janák, Jan (1932–2008), tschechischer Historiker
- Janák, Jiří (* 1983), tschechischer Automobilrennfahrer
- Janak, Nathan (* 2005), US-amerikanischer Schauspieler
- Janák, Pavel (1882–1956), tschechischer Architekt und Architekturtheoretiker
- Janaki Ammal (1897–1984), indische Botanikerin
- Janakiew, Iwo (* 1975), bulgarischer Ruderer
- Janakiew, Jawor (* 1985), bulgarischer Ringer

### Janal
- Janal, Ruth (* 1974), deutsche Rechtswissenschaftlerin

### Janar
- Janárčeková, Viera (* 1941), slowakische Komponistin, Musikerin, Musikpädagogin und Malerin

### Janas
- Janas, Paweł (* 1953), polnischer Fußballspieler und -trainer
- Janás, Robert (* 1973), tschechischer Kunsthistoriker, Autor und Fotograf
- Janaszak, Steve (* 1957), US-amerikanischer Eishockeytorwart

### Janat
- Janat, Karim (* 1998), afghanischer Cricketspieler
- Janata, Sebastian, österreichischer Autor, Musiker, Produzent
- Janatie Ataie, Iraj (* 1947), iranischer Dichter, Dramatiker und Liedtexter
- Janatová, Kateřina (* 1997), tschechische Skilangläuferin
- Janatsch, Helmut (1918–1989), österreichischer Kammerschauspieler

### Janau
- Janausch, Emil (1901–1960), österreichischer Leichtathlet
- Janauschek, Fanny (1828–1904), Schauspielerin
- Janauschek, Leopold (1827–1898), österreichischer katholischer Theologe
- Janauschek, Wilhelm (1859–1926), österreichischer römisch-katholischer Geistlicher
- Janauskas, Antanas (1937–2016), litauischer Animator und Filmregisseur
- Janauskas, Artūras (* 1987), litauischer Hürdenläufer

### Janav
- Janavičiūtė, Birutė (* 1956), litauische Richterin